# Stefan Piotrowski (harcmistrz)
Stefan Piotrowski (ur. 13 października 1891 w Duninowie Dużym, zm. 3 lipca 1971 w Będzinie) – harcmistrz, pedagog, działacz niepodległościowy, patron hufca ZHP Dąbrowa Górnicza.

## Życiorys
Urodził się 13 października 1891 w Duninowie Dużym, w ówczesnej guberni płockiej, w rodzinie Władysława, stolarza, i Franciszki z Markowskich, jako najstarszy z sześciorga rodzeństwa: Ksawery (1893-1940), Józef, Stanisław, Nicefor, Michał i Maria.
W 1900 wraz z rodziną zamieszkał w Dąbrowie Górniczej przy ulicy Pocztowej (obecnie Tadeusza Kościuszki). Po ukończeniu Szkoły Powszechnej trafił do Szkoły Realnej w Sosnowcu (dzisiaj liceum im. Stanisława Staszica). W 1905 wziął udział w strajku szkolnym i został usunięty ze szkoły. Uczył się samodzielnie, później uczęszczał na organizowane przez braci Starkiewiczów kursy, a ostatecznie trafił do Siedmioklasowej Szkoły Handlowej Zgromadzenia Kupców w Będzinie (okres nauki 10 stycznia 1906 – 22 czerwca 1912), w której językiem nauczania był polski, ale szkoła nie posiada praw państwowych.
We wrześniu 1908 roku wspólnie z Czesławem Jaksa-Bykowskim, Edwardem Gemborkiem, Kazimierzem Kierzkowskim i Karolem Wieczorkiem założył Dąbrowskie Kółko Wycieczkowe (DKW), którego program nawiązywał do tradycji Filaretów i Filomatów. W 1910 Dąbrowskie Kółko Wycieczkowe wraz z własnym sztandarem (który później staje się sztandarem harcerskim) wzięło udział w pięćsetnej rocznicy bitwy pod Grunwaldem. 3 kwietnia 1911 został mianowany drużynowym nowo utworzonej drużyny skautowej, pierwszej na terenie Dąbrowy Górniczej. Po zdaniu matury przestał pełnić funkcję drużynowego (czerwiec 1912) i wyjechał do Michałowic, gdzie pracował jako korepetytor i założył wiejską drużynę skautową. W lecie 1912 organizuje pierwszy obóz skautowy w Michałowicach, które uczestnikami są skauci z Zagłębia i Michałowic. Podobne obozy zorganizowane zostają w kilka lat później, w 1916 i 1917. Oprócz działalności w DKW Piotrowski jest członkiem Zarzewia, Drużyn Strzeleckich i Związku Strzeleckiego, pod pseudonimem Avanti działa w polskim ruchu niepodległościowym.
Do Dąbrowy Górniczej wraca w momencie wybuchu I wojny światowej. Organizuje tam drukarnię odezw patriotycznych i materiałów szkoleniowych. Po zdemaskowaniu działalności przez władze austriackie dochodzi do aresztowania 40 harcerzy i rodziny Piotrowskich. Piotrowski zostaje wywieziony do Lublina, skąd zwolniony zostaje dopiero po wywalczeniu przez Polskę niepodległości. Następnie, w 1920 bierze udział jako ochotnik w wojnie polsko-bolszewickiej. Zostaje ranny w bitwie pod Chorzelami. Po zdaniu egzaminu na Uniwersytecie Warszawskim otrzymuje uprawnienia do nauki geografii i geologii, po czym podejmuje pracę w Gimnazjum im. Waleriana Łukasińskiego w Dąbrowie Górniczej i Państwowej Szkole Górniczo-Hutniczej oraz w Szkole Handlowej (Gimnazjum) w Będzinie.
W 1923 bierze udział w organizowanym w Piwnicznej kursie instruktorskim i uzyskuje stopień harcmistrza. W 1925 zostaje wybrany na funkcję komendanta Hufca w Dąbrowie Górniczej, którą pełni do wybuchu II wojny światowej. W czasie dwudziestolecia międzywojennego brał udział w wielu zlotach krajowych i międzynarodowych: Jamboree w Anglii (1929), na Węgrzech (1933), w Holandii (1937). Należał także do wielu towarzystw, m.in.: PTK i Towarzystwa Literacko-Artystycznego Zagłębia Dąbrowskiego. Był jednym ze współautorów Przewodnika po Zagłębiu Dąbrowskim. Na krótko przed wojną na polecenie Głównej Kwatery organizuje w mieście Harcerskie Pogotowie Wojenne, jednak podczas wojny nie bierze udziału w ruchu oporu. Pracuje w hucie i prowadzi tajne nauczanie. Po drugiej wojnie światowej pozostawał w kontakcie z harcerzami, jednak nie powrócił do czynnej działalności harcerskiej. Od lutego do sierpnia 1945 oraz grudnia 1945 do marca 1946 pełnił obowiązki dyrektora Gimnazjum i Liceum Mikołaja Kopernika w Będzinie. Później, także na emeryturze, pracował tam jako nauczyciel. Zmarł 3 lipca 1971. Został pochowany w grobowcu rodzinnym na cmentarzu w Dąbrowie Górniczej.